# 교황청 대사관

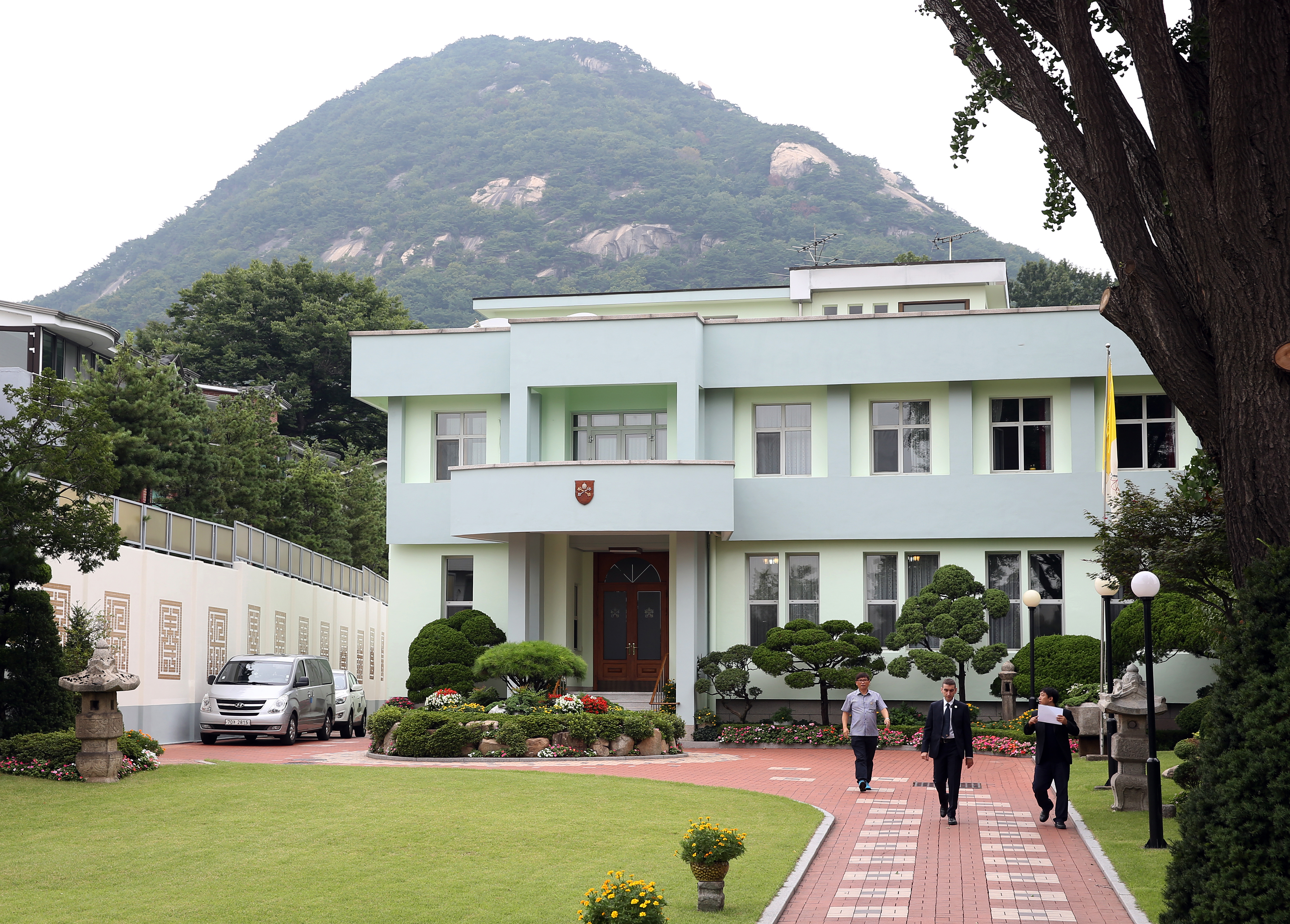
주한 교황청 대사관

교황청 대사관(敎皇廳大使館, Apostolic nunciature)은 성좌의 최고 등급 외교 공관으로 대사관의 역할을 한다. 영사가 상주하거나 사증을 발급하지는 않는다.
교황청 대사관의 수장은 교황 대사(Apostolic nuncio 또는 Papal nuncio)로 성좌에서 다른 나라나 유럽 연합, 동남아시아 국가 연합에 파견하는 상주 외교 사절로서 특명전권대사와 같은 등급이며 가톨릭교회의 제도상으로는 명의(名義) 대주교다. 다른 국제 기구에 파견하는 교황청의 외교 사절은 교황청 대표(Delegate)나 영구 참관인(Permanent observer)이라고 부른다. 교황청 대사관은 성좌와 해당국의 교회를 연결하는 역할을 하며, 교황 대사는 주교를 선정하는 데에 영향을 미친다.
성좌와 외교 관계를 맺은 나라 가운데 일부에서 교황 대사는 관례적으로 외교단의 단장을 맡는다. 대부분이 가톨릭교회를 국교로 지정한 이러한 나라에서 교황 대사는 해당국에 파견된 모든 외교관들 가운데 의전서열에서 가장 앞서며 외교 특권과 의례 등과 관련하여 전체 외교단을 대표해 발언한다.

## 목록

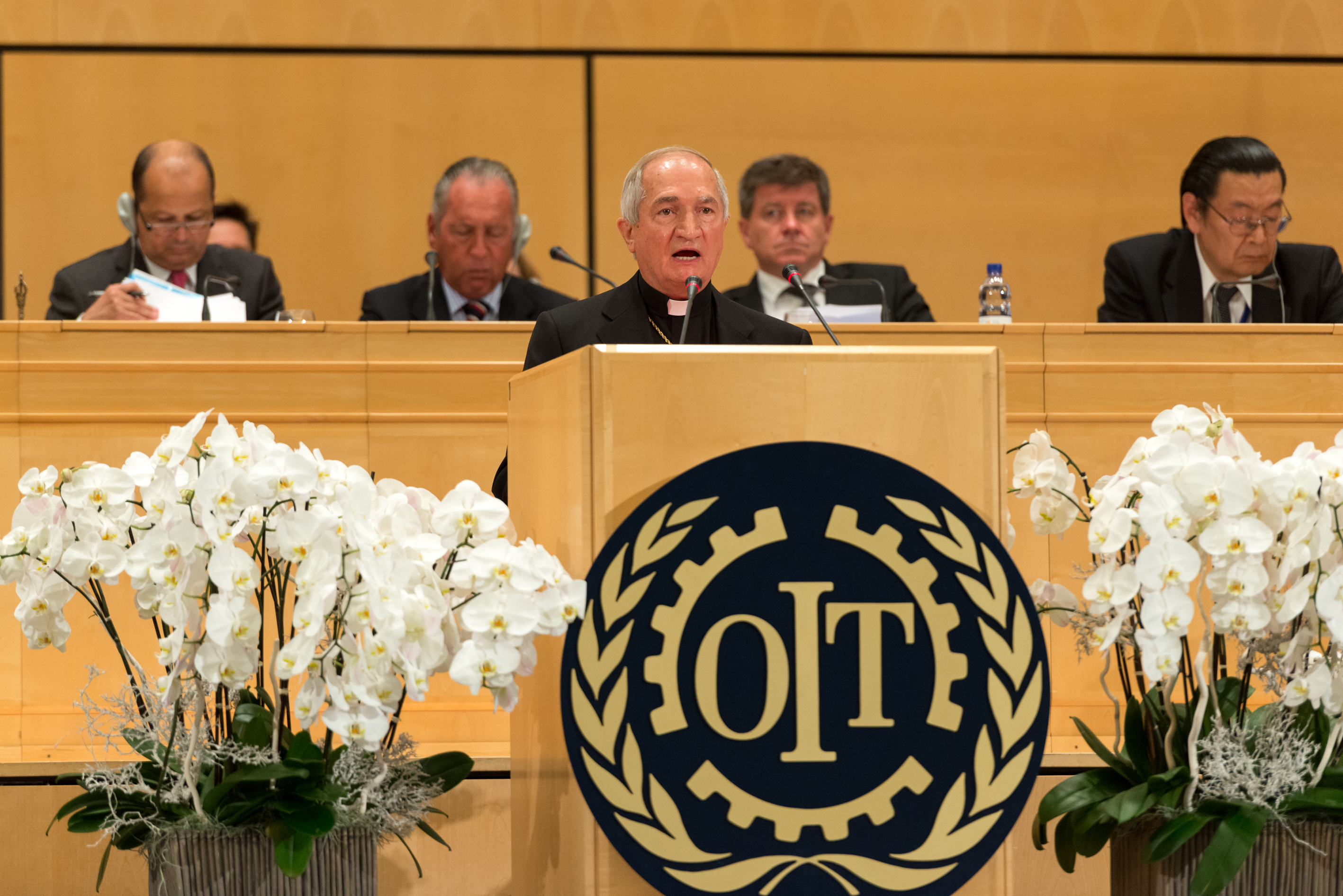
2014년 제103차 국제 노동 기구 총회에서 발언하는 주유엔 제네바 사무국 영구 참관인 실바노 마리아 토마시

### 특수한 경우
- 유엔 뉴욕 본부와 유엔 제네바 사무국에는 명의 대주교인 영구 참관인을 파견한다.
- 성좌와 외교 관계를 맺은 독립체 가운데 몰타 기사단에는 성좌의 외교 공관이 없다.
- 태평양의 나라들은 교황청 태평양 대표인 주뉴질랜드 교황청 대사가 대표한다.[3]

## 같이 보기
- 성좌 (가톨릭)